# NGC 3051
NGC 3051 (другие обозначения — ESO 499-16, MCG -4-24-4, PGC 28536) — галактика в созвездии Насос.
Этот объект входит в число перечисленных в оригинальной редакции «Нового общего каталога».
Галактика NGC 3051 входит в состав группы галактик NGC 3054. Помимо NGC 3051 в группу также входят NGC 3078, ESO 499-32, NGC 3084, NGC 3089, IC 2531, NGC 3054, ESO 499-26 и IC 2537.
Является «оболочечной галактикой». В 1986 году сравнивалась с галактикой NGC 3923.